# قسم كرتشمبو الجنوبي الريفي (مقاطعة بوئين و مياندشت)
قسم کرتشمبو الجنوبي الريفي (بالفارسية: دهستان کرچمبو جنوبی) هي منطقة سكنية تقع في إيران في مقاطعة بوئين و مياندشت. يقدر عدد سكانها بـ 2,425 نسمة .